# Верноподаникът
„Верноподаникът“ (на немски: Der Untertan) е роман от германския писател Хайнрих Ман (1871-1950), завършен през 1914 г. – 2 мес. преди избухването на Първата световна война, но публикуван след войната през 1918 г.

В романа „Верноподаникът“ се натъкваме на една сцена с особено значение: след представлението на Вагнеровия „Лоенгрин“ преуспяващият млад фабрикант Дидерих Хеслинг повежда с богатата си годеница „разговор за изкуството“. Увлечен в полета на мисълта си, той изрича твърдението, че изкуствата се поддавали на степенуване. Най-висшето според него е музиката, затова тя е германско изкуство. После идва драмата, защото към нея може да се напише музика и няма нужда да се чете. Накрая стои портретната живопис, но само заради портретите на кайзера. Останалото е без значение. Момичето плахо пита годеника си: „Ами какво мислите за романа?“ и героят отговаря: „Романът не е изкуство. Поне, слава богу, не германско – самото име вече подсказва това.“
В този пародиен текст има една истина: когато в края на XIX век братята Хайнрих и Томас Ман навлизат в литературата, големият социален роман почти няма традиции в Германия. Проблемите на обществения живот са предмет преди всичко на руската, скандинавската и френската белетристика. Затова за Хайнрих Ман не друг, а тъкмо Емил Зола е онзи писател, който благодарение на творческата си задача да обрисува отминаващата епоха се е превърнал в моралист и възпитател на нацията.
Смях и предсказания
Така по примера на Зола немският писател създава своя „Верноподаник“ – най-значителната социална сатира за живота в Германия от времето на кайзер Вилхелм II. До публикуването на романа като редовно издание през 1918 година берлинските литературни критици смятали, че „братът на Томас Ман го е прихванало и той да пише книги“. Но успехът на „Верноподаникът“ бил тъй голям, тъй сензационен, че мненията бързо се променили. В страната било настъпило голямото изтрезняване. Претърпялата военно и политическо поражение Германия изведнъж открила в Хайнрих Ман предсказателя на своите нещастия. Ненапразно писателят и критикът Курт Тухолски нарича романа „хербарий на немския дух“, а също „библия на Вилхелмовата епоха“. Защото в него се разтърсват всички основи на обществото: корумпираната църква, тъпата военщина, безропотното подчинение и скованият морал. А в лицето на главния герой – една комична фигура със зловещи черти – дори е предначертан „първообразът на нациста“ от следващите десетилетия.
Сам Хайнрих Ман отбелязва по-късно в есеистичния си сборник „Обзор на едно столетие“: „Завърших ръкописа през 1914 година, два месеца преди да избухне войната, която е показана в книгата като близка и неизбежна. Също и германското поражение. А също и фашизмът в лицето на Верноподаника. Когато създавах образа, липсваше ми понятието за неродения още фашизъм, но не и представата.“
Подтикът за създаването на този първи антифашистки роман, на тази – по думите писателя – „история на обществената душа в Германия“ откриваме в същата автобиографична книга: "През 1906 година – пише Хайнрих Ман – в едно берлинско кафене на „Унтер ден линден“ наблюдавах бюргерската тълпа. В нея нямаше никакво достойнство, а предизвикателните ѝ маниери издаваха нейната скрита плахост. Когато отвън премина кайзерът на кон, всички се струпаха пред широките прозорци. Някакъв работник беше изгонен от заведението. На него му бе хрумнала странната мисъл, че за същите грошове би могъл да изпие кафето си тук заедно с другояче облечените буржоа."
Една „желязна епоха“
В шестте глави на книгата по образеца на немския образователен роман се проследява „развитието“ на бюргера Дидерих Хеслинг от ранно детство до издигането му до поста генерален директор на акционерно дружество в родния му град Нециг. Още като малък Дидерих расте в страх от силата, но и мечтае за нея. Затова и става доносник срещу работниците в хартиената фабрика на баща си. Плахо, но неотклонно той пълзи към властта, която под всякаква форма му внушава боязън, ето защо винаги е на нейна страна, стреми се да бъде неин представител и изпълнител. Девизът на бъдещия верноподаник е: „Който иска да тъпче, трябва да се остави да го тъпчат!“ Този принцип той прилага и в училище по отношение на учителите си, и през студентските си години в Берлин след въвличането му в корпорацията „Новотевтония“, при нейните гуляи и сбивания. Дори в любовта, макар да се поддава на изкушенията ѝ, Дидерих Хеслинг се проявява като жесток и безскрупулен измамник, лишен от сантименталност, понеже тя била „вредна“ в желязната епоха, която кайзерът призовава.
Тиран и верноподаник
Така постепенно се разкрива двойствената природа на героя като тиран и верноподаник. От една страна той се стреми да принадлежи към някакво безлично цяло, към неумолимия, ненавистен и бездушен организъм, какъвто представлява обществената йерархия в Германия от времето на Вилхелм. От друга страна обаче тъкмо подчинеността и зависимостта от чуждата власт му дават лично самочувствие и вътрешна сила. Основен подтик в живота на Дидерих е стремежът към почит, пари, висок пост и влияние. Също и политическите му убеждения и неговата вярност към кайзера са само външна проява на болезнения му стремеж към власт. Дребният, незначителен бюргер старателно подражава на своя кайзер във всичко, дори в езика. А стилът на кайзера гъмжи от суперлативи, от пищни прилагателни. Така кухият вилхелмов патос, вложен в устата на верноподаника, зазвучава още по-гротескно и пародийно.
За да демонстрира действителната разлика между княз и бюргер, Хайнрих Ман на два пъти ги среща очи в очи, при което верноподаникът страшно се посрамва. По време на февруарските размирици, докато взема дейно участие в антисоциалистическите погроми, Дидерих неочаквано се озовава срещу своя владетел – яхналия бял кон Вилхелм. Въпреки че в тази кратка среща на улицата верноподаникът представлява жалка гледка, за него съприкосновението с обожавания кайзер е връхната точка в житейския му път. Сега той вече е узрял за ролята, която занапред ще играе в родното си градче Нециг.
Сватбеното пътешествие на героя го отвежда в Рим по следите на кайзера и там неговото раболепно поведение му спечелва висш орден, който му връчват в края на романа при освещаването на паметника на Вилхелм Велики. Тогава верноподаникът произнася реч за „душата на немеца и властта“ и посочва себе си като истински представител на германския дух. Но внезапно разразилата се буря помита тържествената трибуна и тъй романът завършва като алегория на разпадащата се вилхелмова епоха.

Политика и изкуство
Някога отричан от критиката и деградиран като политически памфлет, днес романът „Верноподаникът“ е смятан за най-високото постижение на немската сатирична проза от началото на XX век. Защото в героя Дидерих Хеслинг се разкрива не само индивидуалната физиономия на един безскрупулен кариерист, но и общественият облик на цялата негова прослойка.
В този роман Хайнрих Ман продължава размишленията си върху отношението между дух и власт, върху загасването на „духовното жизнено чувство“ и „отмирането на интелектуалността“, довели накрая при Хитлер до тържеството на „сляпата ненавист срещу духа“. Основно ръководно разбиране за писателя е, че „изкуството и политиката имат един и същ предмет и цел и трябва взаимно да се проникнат, за да не се изродят“. Той изисква да се хвърли мост над пропастта между дух и дело, за да се постигне синтез между власт и човечност.